# Ducatul Geldern
Ducatul Geldern (neerlandeză Hertogdom Gelre, germană Herzogtum Geldern) a fost un ducat medieval situat în Țările de Jos.

## Teritoriu
Teritoriul ducatului este actualmente divizat între Olanda și Germania. În Olanda, provincia Gelderland ocupă marea majoritate a teritoriului ducatului. Restul se află în provincia Limburg. În Germania, o serie de teritorii din vestul actualului land Renania de Nord-Westfalia aparțineau ducatului.

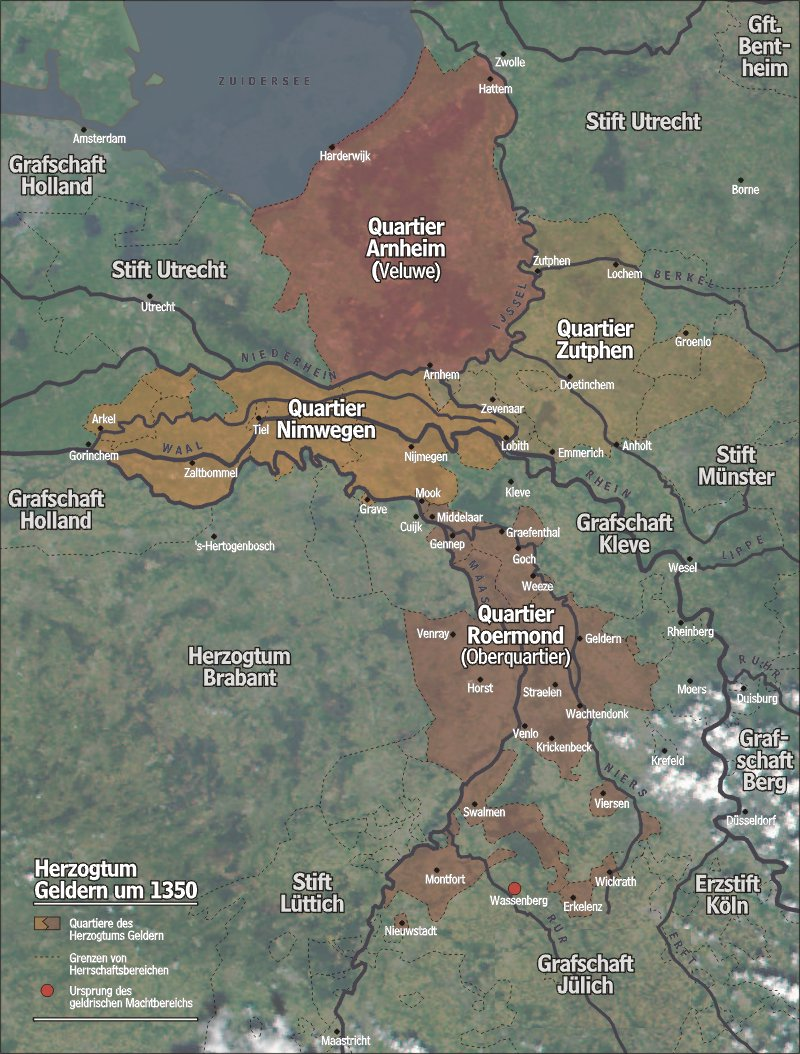
Harta Ducatului

Teritoriul era organizat sub forma a 4 "cartiere":
- Roermond: Geldern, Erkelenz, Goch, Nieuwstad, Venlo, Straelen
- Arnhem: Elburg, Harderwijk, Hattem, Wageningen
- Nijmegen: Gendt, Maasbommel, Tiel, Zaltbommel
- Zutphen: Doesburg, Doetinchem, Groenlo, Lochem

## Istoric
Ducatul își are originile în jurul localităților Geldern și Roermond, Montfort fiind principala fortăreață. Regiunea obține statutul de comitat în 1079 iar în 1339 este ridicată la rangul de ducat. În secolele XII și XIII se extinde rapid în aval de-a lungul râurilor Maas, Rin și IJssel fiind deseori în război cu statele vecine: Ducatul Brabant, Comitatul Olanda și Episcopatul Utrecht. Prin căsătorie, ducatul intră în posesia Casei de Jülich (1371) iar apoi a celei de Egmont (1423). În a doua jumătate a secolului al XV-lea intră în atenția Burgunzilor, în 1473 fiind achiziționat de Carol Temerarul. Împăratul Maximilian I îl redă casei de Geldern dar ducatul este reachiziționat de Carol Quintul ce îl încorporează în Cele Șaptesprezece Provincii din Țările de Jos.

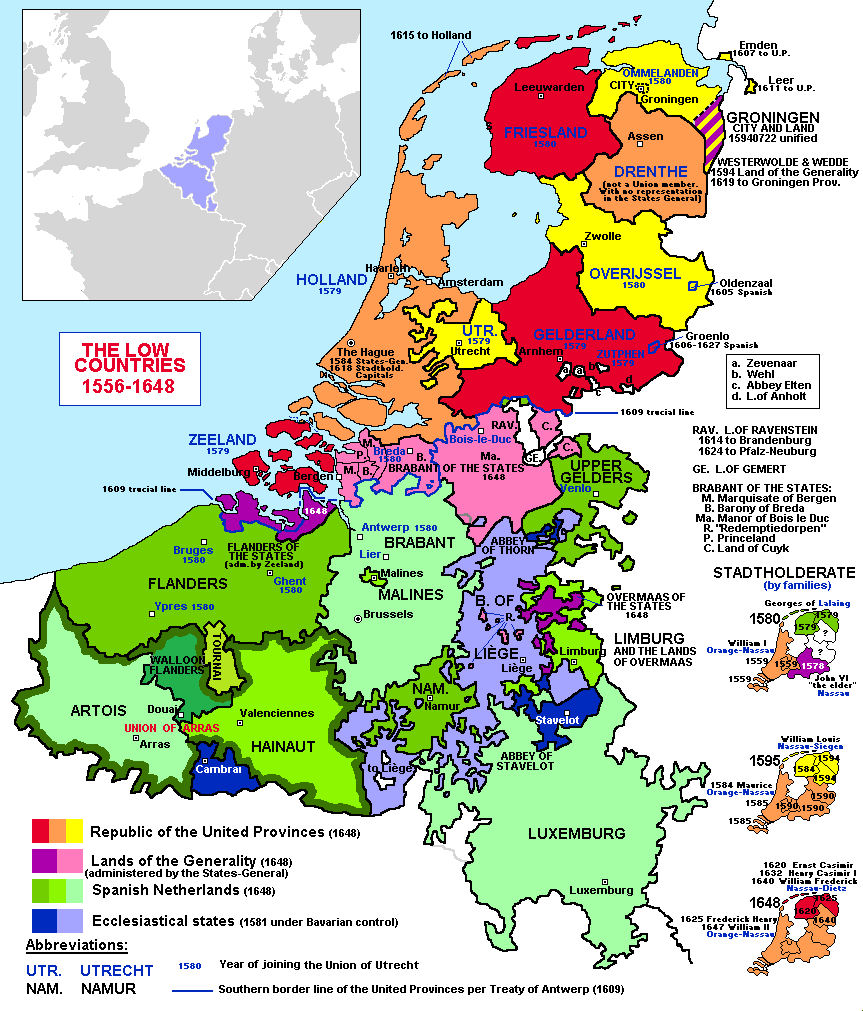
Țările de Jos după Războiul de optzeci de ani. Ducatul Geldern este divizat în "Gelderland" și "Upper Gelders"

În timpul Războiului de optzeci de ani statul face parte din Uniunea de la Utrecht a statelor rebele. La sfârșitul acestuia, prin Pacea Westfalică ducatul este divizat, cartierul din sud rămânând sub dominație spaniolă în timp ce cele trei cartiere din nord formau un stat al Provinciilor Unite. Asemenea tuturor celorlalte provincii olandeze, Geldern era guvernată local de States Provincial și de un stadthoulder. La sfârșitul secolului XVIII Republica Olandeză este cuprinsă de o serie de mișcări de protest care vor culmina cu invazia trupelor revoluționare franceze ce instaurează o nouă republică, Republica Batavă. Teritoriul acesteia este reorganizat, ducatul Geldern fiind desființat și înlocuit cu departamente după modelul francez.